# Tylimanthus approximatus
Tylimanthus approximatus là một loài rêu tản trong họ Acrobolbaceae. Loài này được (Lindenb.) Besch. miêu tả khoa học lần đầu tiên năm 1893.